# Chiesa di San Maurizio (Centro Valle Intelvi)
La chiesa di San Maurizio è la parrocchiale di Casasco d'Intelvi, frazione del comune sparso di Centro Valle Intelvi, in provincia e diocesi di Como; fa parte del vicariato di Castiglione d'Intelvi.

## Storia e descrizione
Già attestata come sede di una parrocchia della pieve d'Intelvi durante la visita pastorale del vescovo Feliciano Ninguarda alla fine del XVI secolo, la chiesa di San Maurizio è di origine romanica. Il suo aspetto attuale si deve ad alcuni interventi eseguiti nel XV secolo e, successivamente, tra il 1853 e il 1931.
Collocata alla destra del campanile e in posizione sopraelevata rispetto alla strada, la chiesa si presenta con una facciata rivestita in lastre di pietra grigia nella parte inferiore e con paraste in travertino e specchiature intonacate e dipinte in quella superiore.
Internamente, la chiesa è a singola navata, conclusa da un'abside semicircolare orientata verso nord e caratterizzata dalla presenza di quattro nicchie laterali con altrettante cappelle, delle quali la prima a sinistra conserva un dipinto di Fermo da Caravaggio. Sempre nella prima cappella a sinistra, l'altare (XVI secolo) proviene dalla chiesa milanese di Santa Maria delle Grazie. La navata si compone di due ampie campate sostenute da colonne in finto marmo e coperte da volte a calotta impostate su pennacchi. Una volta a semicalotta ricopre invece il presbiterio.